# Armin Hary
Armin Erich Hary (ur. 22 marca 1937 w Gersweiler) – zachodnioniemiecki lekkoatleta, sprinter, mistrz olimpijski i mistrz Europy.

## Przebieg kariery

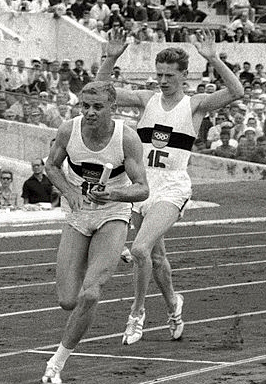
Zdjęcie przedstawiające Armina Hary'ego podczas biegu.

Rozpoczął trenowanie biegów sprinterskich w wieku 16 lat. W 1957 został wicemistrzem RFN w biegu na 100 metrów. Na mistrzostwach Europy w 1958 w Sztokholmie odniósł swój pierwszy międzynarodowy sukces zwyciężając na 100 metrów i w sztafecie 4 × 100 metrów.
W 1960 ustanowił rekord świata na 100 m z wynikiem 10,0 s. W tym samym roku na Igrzyskach Olimpijskich w Rzymie startował we wspólnej reprezentacji olimpijskiej obu państw niemieckich. Hary został mistrzem olimpijskim na 100 m (wygrał w czasie 10,2 s) i w sztafecie 4 × 100 m (bieg finałowy wygrała sztafeta USA, ale została zdyskwalifikowana za przekroczenie strefy zmian). Wraz z Harym w sztafecie biegli Bernd Cullmann, Walter Mahlendorf i Martin Lauer. Wyrównali oni rekord świata z wynikiem 39,5 s.
W następnym roku Hary został zawieszony w prawach zawodnika przez zachodnioniemiecki związek lekkoatletyczny, po czym zakończył karierę.

## Rekord życiowy
źródło:
- 100 m – 10,0 s. (1960)